# Afke Schaart
Afke Helprigdina Maria (Afke) Schaart (Zwartsluis, 24 oktober 1973) is een Nederlands voormalig politica voor de Volkspartij voor Vrijheid en Democratie. Van 17 juni 2010 tot 20 september 2012 was ze lid van de Tweede Kamer. Tijdens de Tweede Kamerverkiezingen 2010 stond ze op de 31e plaats. Ze studeerde politicologie aan de Universiteit van Amsterdam en volgde de Leergang Buitenlandse Betrekkingen aan Instituut Clingendael.
Voor haar lidmaatschap van de Tweede Kamer werkte zij voor KPN, sinds 2008 in de functie van directeur Public Affairs. In die hoedanigheid was zij verantwoordelijk voor de betrekkingen tussen KPN en de politiek, overheid en belangenorganisaties. Ze heeft bekendgemaakt niet opnieuw verkiesbaar te zijn voor de Tweede Kamerverkiezingen 2012.